# Internationaler Förderkreis für Raumfahrt, Hermann Oberth – Wernher von Braun

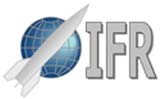
Logo des IFR

Der Internationale Förderkreis für Raumfahrt Hermann Oberth – Wernher von Braun (IFR) e. V. ist ein deutscher Verein zur Förderung der Raumfahrtidee. Er wurde am 24. Juni 1969 in Salzburg gegründet und hat seinen satzungsmäßigen Sitz in Nürnberg. Gründungspräsident war Wernher von Braun. Weitere Gründungsmitglieder waren unter anderem Hermann Oberth, Erna Roth-Oberth, Ernst Stuhlinger, Ernst Sellner sowie August Friedrich Staats, der von Braun als langjähriger Präsident nachfolgte. 1971 wurde der IFR in die „Internationale Astronautische Föderation (IAF)“ aufgenommen. Seit 2015 ist Fritz Merkle Präsident.

## Zielsetzung
Der Verein trägt die Ideen und Visionen der Raumfahrtpioniere Hermann Oberth, Wernher von Braun und Eugen Sänger weiter, um die Verbreitung und Akzeptanz der Raumfahrt in der Öffentlichkeit zu fördern. Dabei ist die Ehrung verdienter Persönlichkeiten aus Politik, Wissenschaft und Wirtschaft ein wesentlicher Bestandteil seiner Bemühungen. 
Der Verein verleiht in diesem Bestreben folgende Auszeichnungen für herausragende Verdienste um die Raumfahrt:
- Hermann-Oberth-Ehrenring
- Hermann-Oberth-Medaille
- Wernher-von-Braun-Ehrenring
- Wernher-von-Braun-Medaille

Dem Wissenschaftsnachwuchs verleiht im Rahmen der IAF-Jahrestagung der IFR den Hermann-Oberth-Nachwuchspreis.
Besondere Aufmerksamkeit schenkt der IFR der Jugend- und Nachwuchsarbeit auch im nichtakademischen Bereich. Dazu dienen unter anderem das Vorhaben „Sommerakademie Raumfahrt“, die Unterstützung von Raketenmodellsportgruppen und die Pflege des Museumsgedankens sowie der geschichtsbewussten Dokumentation.
Der Verein veranstaltet jährlich einen Raumfahrtkongress mit ausgesuchten Vortragsrednern aus allen Fachbereichen der Raumfahrt wie Wirtschaft, Recht, Medizin, Umwelt, Technik und Politik. Hierbei soll den Interessenten ein möglichst objektives Gesamtbild der Chancen der Raumfahrt, aber auch ihrer durch Natur und Technik gesetzten Grenzen aufgezeigt werden.
Der IFR versteht sich als Repräsentant der gesamten Breite internationaler Raumfahrtaktivitäten und -interessen.